# ファーラービー

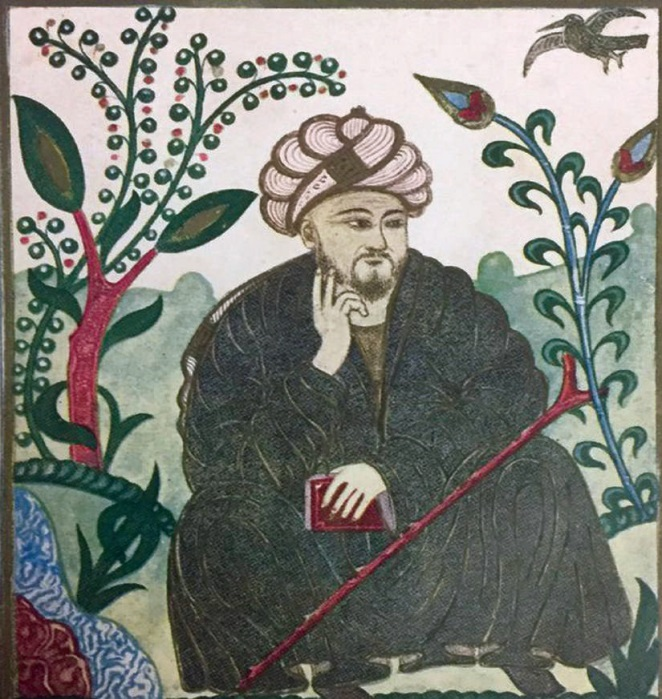

アル=ファーラービー（アラビア語 ابو نصر محمد ابن محمد الفارابي ペルシア語 محمد فارابی Abū Naṣr Muhammad ibn Muhammad al-Fārābī、870年? - 950年）は、中世イスラームの哲学者・数学者・科学者・音楽家。イスラーム哲学の確立に多大な功績を上げ、イスラム哲学者たちの間で尊敬されていた哲学者アリストテレスに次ぐ二番目の偉大な師という意味で「第二の師」という敬称を持つ。ヨーロッパ語圏ではラテン語化されたアルファラビウス(Alpharabius)の名でも知られている。特に、ネオプラトニズムの影響を受けたアリストテレス研究で名高かった。
カザフスタンで発行されている複数のテンゲ紙幣に肖像が使用されている。
著作も多岐にわたり、現在でもファーラービーの著作はイスラム圏のみならず、ヨーロッパやアメリカ、日本などでも読む事が出来る。著作『有徳都市の住民がもつ見解の諸原理』と『知性に関する書簡』が、＜中世思想原典集成.11 イスラーム哲学＞（平凡社、2000年）に日本語訳されている。

## 生涯
出生については異説もあるが、中央アジアのファーラーブ(現在のカザフスタン共和国オトラル)といわれている。若くして中央アジアの都市ブハラで学ぶ。901年にバグダードへ。当地でファーラービーの秀逸ぶりは広く知られ、当代きっての大学者となっていった。950年にダマスクスで80歳で死去。
彼は特にアリストテレスの研究に力を注ぎ、その研究書は後の世にも多くの影響を与えた。彼は、イスラームに哲学の概念を導入させる事により、イスラム理解をより深められると考えていた。そのためには、イスラームでは真理を獲得することこそが真の目的で、人はこれにより真の幸福を得られると説いた。彼は論理学にも優れており、彼の哲学は後のヨーロッパで大いに論じられた諸問題（普遍論争など）提起の下地を作った。また、スーフィズムの信奉者でもあった。
アル・ファーラービーの様々な出自の由来の記述は、それが彼自身が生きている間には、具体的な情報を持つ誰かによって記録されなかったことを示し、伝聞や推測に基づいている。彼の生涯はほとんど知られておらず、初期の情報源として、彼自身の論理学と哲学の歴史をたどる中での自伝的な文章と、アル・マスウーディー、イブン・アン・ナディーム、イブン・ハウカルなどによって簡潔に述べられているだけである。サイード・アル・アンダルスィーは彼の伝記を書いた。12-13世紀のアラビアの伝記作家は、このような手近に事実を持たず、彼の生涯について既存の叙述を利用した。
ある付帯的な記録から彼は人生の大半をバグダードで、キリスト教徒の教師であったユハンナー・イブン・ハイラーン、ヤフヤー・イブン・アディー・、アブー・イスハーク・イブラヒーム・アル・バグダーディーなどと過ごしたとが知られている。その後、ダマスカスやエジプトで過ごし、再びダマスカスへ戻り950-951年頃に死去した。
彼の名前であるアブー・ナスル・ムハンマド・ブン・ムハンマド・ファーラービーに、時々家族姓であるアル・タルカーニーというニスバが付く。
彼の生地は中央アジア～大ホラーサーンのいずれかの地である可能性がある。
より古いペルシャ語の"Pārāb"or"Fāryāb"は「川の流水で灌漑された土地」を意味する一般的な地名である。従って、この地名に当たる場所には多くの候補がある。例えば、現在カザフスタンのヤクサルテスにあるファーラーブ、現在トルクメニスタンのオクサス・アムー・ダルヤーにあるファーラーブ、さらにアフガニスタンの大ホラーサーンにファールヤーブなど。13世紀にはヤクサルテスのファーラーブは、オトラールとして知られた。

### イラン系出自説
アル・ファーラービーの最も古い伝記作家である中世アラブの歴史家イブン・アブー・ウサイビア（1203-1270）は、アル・ファーラービーの父親はペルシャ系であったと著書『ウユーム』で述べている。1288年頃に生きていたアル・シャフラズーリーも、アル・ファーラービーがペルシャ人家庭で生まれたとしている。ジョージタウン大学の名誉教授マジド・ファクリーによればペルシア人血統の軍の士官であったという。ディミトリ・グタスは、アル・ファーラービーの著作にはペルシャ語、ソグド語、さらにはギリシャ語での引用や影響が含まれているが、トルコ語は含まれていないことに注意している。ソグド語が彼の母語であるという提案もされている。ムハンマド・ジャヴァド・マスフールはイラン系言語を話す中央アジア人であることを主張している。

### トルコ系出自説
トルコ系出自説で最も古い言及は、歴史家イブン・ハリカーン（-1282）の『ワハヤート』（1271年完成）による。ファーラーブ（現在カザフスタンのオトラル）に近いワスィジの小さな村で、トルコ人の両親より生まれたと述べている。この記述に基づいて現代の学者の中には、彼がトルコ人であるという人もいる。ギリシャ出身のアメリカ人アラブ学者であるディミトリ・グタスはこれを批判する。イブン・ハリカーンの記述は、イブン・ウサイビアによって初期の歴史的記述を目的とし、アル・ファーラービーのトルコ人起源を証明する目的で、例えば追加されたニスバである”アッ・トゥルク”（トルコ人）などを使用する。これはアル・ファーラービーは決して用いなかった。イブン・ハリカーンをコピーしたアブル・フィダー（1273-1331）は“アッ・トゥルク”を変更して「彼はトルコ人であった」とした。この点に関して、オックスフォード大学教授C.E.ボスワースは「アル・ファーラービー、アル・ビールーニー、イブン・スィーナーなどの偉大な人物を、熱狂的なトルコの学者によって彼らの民族に結び付けられている」と述べている。

### 生涯と学習
アル・ファーラービーはほとんどをバグダードで過ごした。イブン・ウサイビアによって保存された自叙の一節で、アル・ファーラービーはユハンナー・ビン・ハイラーンの下で『分析論後書』などの論理学、医学、社会学を学んだ。すなわち、伝統的教程に従って、ポルピュリオスの『エイサゴーゲー』、アリストテレスの『カテゴリアイ』『命題論』『分析論前・後書』を学んでいった。彼の師であるユーハンナー・ビン・ハイラーンはアッシリア教会の聖職者であった。おそらくアル・ムクタディルの治世中にユーハンナーが没するまで、その期間は続いたとアル・マスウーディーは記録している。彼は少なくとも942年9月末まではバグダードにいたと、『有徳都市の住民がもつ見解の諸原理』で述べている。彼はその翌年に、つまり943年9月までにダマスカスでこの本を完成させた。彼はしばらくアレッポに住み、のちにエジプトを訪れ、『諸原理』の6セクションをまとめて948年7月-から949年6月に要約し、シリアに戻り、ハムダーン朝の支配者サイフ・ッダウラの支援を受けた。アル・ファーラービーは339回目のラジャブ月（950年12月14日から951年1月12日）にダマスカスで死去した、とアル・マスウーディーはこの出来事の5年後に書き記した。

## 著作

### 錬金術
彼は『エリクサーの技術の必然性』という書を書いた。

### 論理学
彼は主にアリストテレス的論理学者であったが、著作には多くの非アリストテレス的要素が含まれている。未来の条件、数、カテゴリーの関係、論理学と文法学の関係などのトピックや非アリストテレス形式の推論を議論した。また、仮言三段論法と類推的推論の理論を考察した。これはアリストテレスではなく、ストア派論理学の伝統である。他にアリストテレスの詩学に三段論法の概念を導入した。
アル・ファーラービーの主著の一つに『命題論注解』がある。

### 音楽
『音楽の書』のにおいて、音楽についての哲学的な原理や、その広大な性質や影響について書いた。また音楽が心理に及ぼす治療効果について議論した『知性の意味』という論文を書いた。

### 哲学
初期イスラーム哲学において「ファーラービー学派」として知られる学派の創設者であったが、のちにはイブン・スィーナー学派によって影響力を落とした。アル・ファーラービーは数世紀にわたって哲学・科学に大きな影響を及ばした。その時代において彼は「第二のアリストテレス」と呼ばれた。

### 自然学
『真空について』という短い論文を書き、虚空の存在の性質について考察した。彼はまた真空の存在に関して、水中での吸引機を使った最初の実験を行ったと目されている。彼の結論は、空気は利用可能な空間を埋めるために拡張できるということであり、完全な真空は不合理だということだった。

### 心理（霊魂）学
『都政論』『有徳都市』で社会的心理学の原理を書いた。また『有徳都市』24章に名の出ている『夢の原因について』という論文では夢解釈と夢の性質と原因を弁別した。